# رباعی
رباعی یا چهارگانه از قالب‌های شعر فارسی است که در فارسی به آن ترانه و چارانه نیز می‌گویند. رباعی در حقیقت تنها قالب کاملاً فارسی است و نوعی شعر است در چهار مصراع که جز مصراع سوم دیگر مصراع‌ها هم قافیه یا مُرَدَّفند.

این قالب، یک قالب شعر فارسی است، که در زبان‌های دیگری (از جمله عربی و اردو) نیز مورد استفاده قرار گرفته‌است.
بیشترین تعداد ابیات رباعی را عطار نیشابوری در کتاب مختارنامه سروده که قریب به ۴۷۰۰ بیت است.

## رباعی

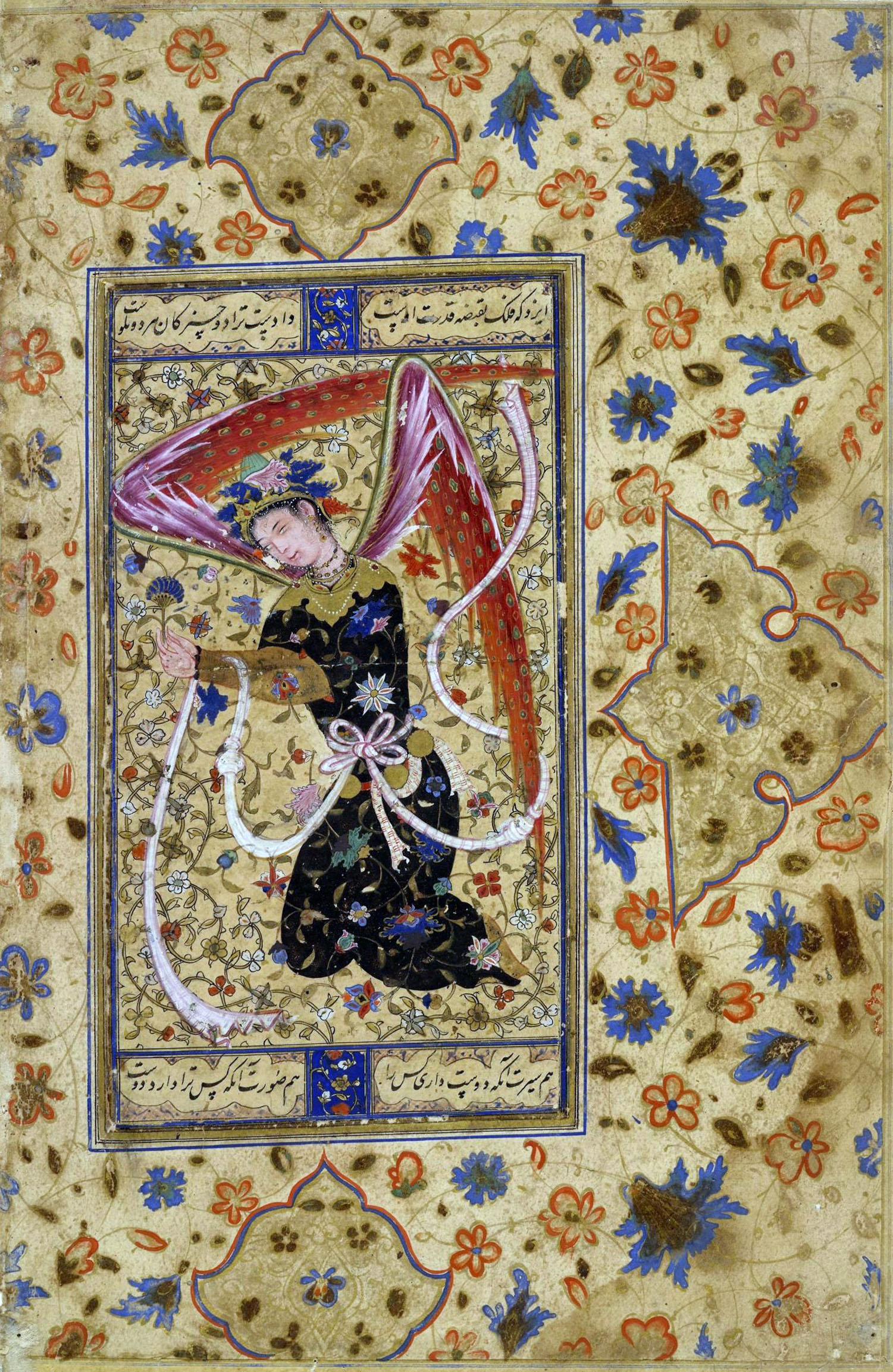
فرشته به سبک نقاشی ایرانی و رباعی از ابوسعید ابوالخیر متعلق به ۱۵۵۵ میلادی در برگ یک کتاب متن رباعی:
ایزد که فلک به قبضۀ قدرت اوست دادست تو را دو چیز کان هر دو نکوست هم سیرت آنکه دوست داری کس را هم صورت آنکه کس تو را دارد دوست

در مورد منشأ رباعی، در کتاب‌های تاریخی دو روایت متفاوت درج شده‌است:
روایت اول، رودکی را ابداع کننده‌ی این نوع شعر (به صورت امروزی) می‌داند و گوید که وزن آن را از ترانه‌ای که کودکی که به هنگام گردو بازی می‌خوانده غلتان غلتان همی‌رود تا بن گو اقتباس کرده‌است.
طبق روایت دوم، یعقوب لیث قهرمان اصلی ماجراست و همان جمله را از زبان جوانی می‌شنود که میدان شهر معرکه‌ای به راه انداخته بود و دستور داد شعرای دربار او این قالب شعری را اختراع کرده‌اند.
رباعی شامل دو بیت (چهار مصراع) است. رعایت قافیه در مصراع‌های نخست، دوم و چهارم الزامی و در مصراع سوم اختیاری است. شاعران ادوار اولیه، به گفتن رباعیات چهار قافیه‌ای گرایش داشتند، اما به تدریج و از اوایل سدۀ ششم هجری، شکل سه مصراعی قافیه در رباعی رایج شد.
کتاب بدایع الافکار، رباعی را این‌گونه شرح می‌دهد: «از مخترعات بحر هَزَج است و رباعی از آن جهت گفتند که بحر هزج در اشعار عرب مربع الاجزاء آمده. پس هر یک بیت از این وزن به مثابه دو بیت مربع باشد و مجموع چهار بیت بود از هزج مربع الاجزاء ... اگر مصراع سوم نیز دارای قافیه باشد، آن را رباعی مُصَرَع گویند و اگر مصرع سوم بی‌قافیه باشد، آن را خصی خوانند.»

## رباعی‌سرایان

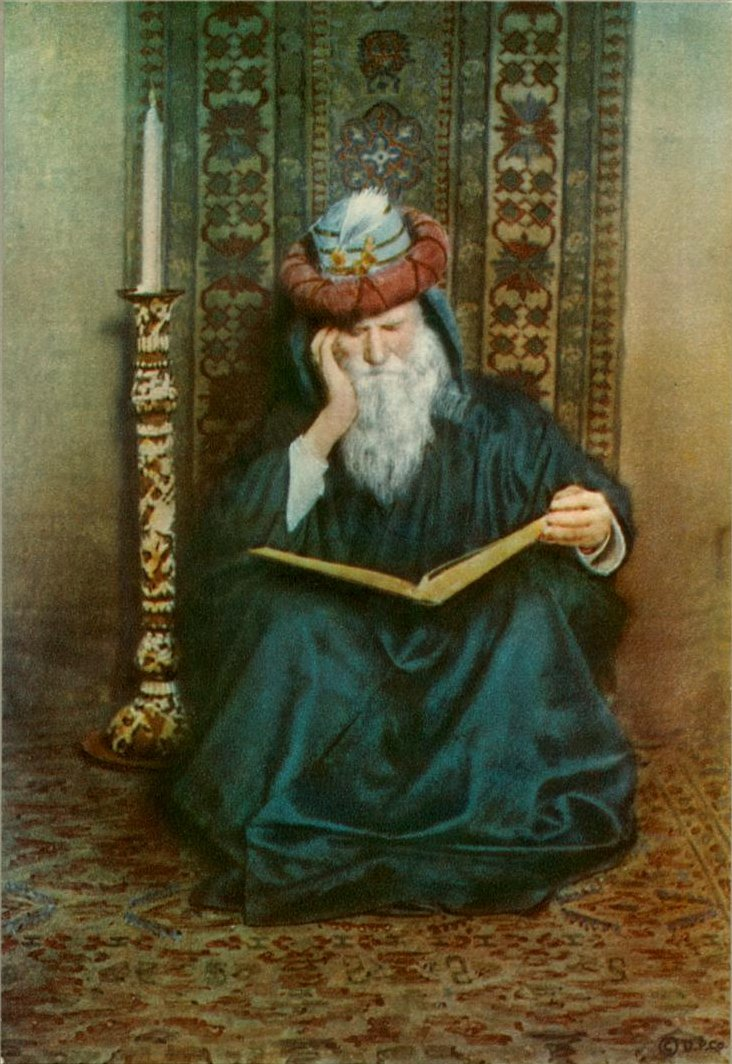
عمر خیام اثر آدلاید هانسکام لیسون

معروف‌ترین رباعی‌سرا در تاریخ ادب فارسی حکیم عمر خیام نیشابوری است که مجموعۀ اشعار وی به رباعیات خیام مشهور است. رباعیات عطار، مولوی، اوحدالدین کرمانی، باباافضل کاشی و ابوسعید ابوالخیر و سنایی از شاعران سبک عراقی‌اند که در سرودن رباعی شهرت دارند.
پس از افول سبک عراقی و ظهور سبک هندی در عصر صفوی، شاعران منسوب به این سبک افزون‌ بر غزل در رباعی هم نمونه‌های خوبی از خود به یادگار نهادند. از بیدل دهلوی که یکی از بزرگ‌ترین شاعران سبک هندی است، تعداد زیادی رباعی در دست است. شاعران دیگری همچون محوی همدانی و سحابی استرآبادی نیز در این عصر ظهور کردند که دستی بر آتش رباعی داشته‌اند. سحابی استرآبادی شاید از نظر تعداد رباعی با ۶٬۰۰۰ رباعی بزرگ‌ترین شاعر رباعی‌سرای تاریخ ادبیات باشد.
در دوران معاصر، نیما یوشیج به سرودن رباعی اشتیاق تمام از خود نشان داد و بیش از ۱٬۸۰۰ رباعی از او به‌ جای مانده‌است. پس از نیما حیات دوبارۀ رباعی، از اواسط دهۀ پنجاه با انتشار مجموعۀ رباعیات کوچک اما اثرگذار مرغ سحر سرودۀ منصور اوجی (تهران، ۱۳۵۷ش) و همچنین سیاوش کسرایی آغاز شد و در دهۀ شصت با رباعیات سید حسن حسینی و قیصر امین پور به اوج خود رسید. این موج، با پایان یافتن جنگ ایران و عراق، به تدریج فروکش کرد.
موج دوم رباعی امروز، در اواخر دهۀ هفتاد آغاز شد و بیژن ارژن و ایرج زبردست در ایجاد آن نقش عمده‌ای داشتند. در اوایل دهۀ هشتاد، جلیل صفربیگی نیز به جمع این شاعران اضافه شد. موج سوم رباعی، در اواخر دهۀ هشتاد شکل گرفته و تا امروز توسط رباعی‌سرایانی از جمله عباس صادقی زرینی و میلاد عرفان‌پور همچنان ادامه دارد.

## نمونه‌هایی از رباعی

### ادبیات کهن
| گر کار فلک به عدل سنجیده بُدی |  | احوال فلک جمله پسندیده بُدی  |
| ور عدل بُدی به کارها در گردون |  | کی خاطر اهل فضل رنجیده بُدی؟ |

| گویند بهشت و حور عین خواهد بود |  | آنجا میِ ناب و انگبین خواهد بود |
| گر ما می و معشوق گزیدیم چه باک |  | چون عاقبت کار چنین خواهد بود   |

| بر درگه خلق بندگی ما را کشت  |  | هر سو پی نان دوندگی ما را کشت |
| فارغ نشویم یک دم از فکر معاش |  | ای مرگ بیا که زندگی ما را کشت |

| گر یک نفست ز زندگانی گذرد    |  | مگذار که جز به شادمانی گذرد  |
| زنهار که سرمایهٔ ملکت به جهان |  | عمر است، چنان کِش گذرانی گذرد |

| اول به هزار لطف بنواخت مرا   |  | آخر به هزار غصه بگداخت مرا    |
| چون مهره مهر خویش می‌باخت مرا |  | چون من همه او شدم بینداخت مرا |

| اسرار ازل را نه تو دانی و نه من |  | وین حرف معما نه تو خوانی و نه من   |
| هست از پس پرده گفتگوی من و تو   |  | چون پرده درافتد نه تو مانی و نه من |

### ادبیات معاصر
(نمونه رباعیات معاصرین)
| کس چون تو طریق پاکبازی نگرفت   |  | با زخم، نشان سرفرازی نگرفت |
| زین پیش دلاورا کسی چون تو شگفت |  | حیثیت مرگ را به بازی نگرفت |

| خوابی‌ست که بین لرز و تب می‌آید |  | جانی‌ست که از صبر به لب می‌آید |
| بیهوده خروس لعنتی می‌خواند     |  | شب می‌رود و دوباره شب می‌آید   |

| باران آمد که تو اسیرم کردی      |  | بید مجنون سربه زیرم کردی   |
| ای عشق! مگر چه کرده بودم با تو؟ |  | سالی دو هزار سال پیرم کردی |

| اسطورهٔ بی بال پریدن ماییم       |  | پروانهٔ بی پریم و بی پرواییم  |
| «لا» گوی خدایان و «بلی» گوی خدا |  | ماییم که در حجم زمان تنهاییم |

| باران: تب هر طرف ببارم دارم      |  | دهقان: غم تا به کی بکارم دارم |
| درویش نگاهی به خود انداخت و گفت: |  | من هرچه که دارم از ندارم دارم |

| شرح غم مو به مو دلم می‌خواهد |  | خندیدن در گلو دلم می‌خواهد    |
| جدیت وارونه من یعنی طنز     |  | من گریه پشت و رو دلم می‌خواهد |

| یک جام پر از شراب دستت باشد |  | تا حال من خراب دستت باشد   |
| این چند هزارمین شب بیداریست |  | ای عشق فقط حساب دستت باشد. |

| تلخ است که لبریز حقایق شده‌است |  | زرد است که با درد موافق شده‌است |
| عاشق نشدی وگرنه می‌فهمیدی      |  | پاییز بهاریست که عاشق شده‌است   |

| هر چند که حکم جاودانی مرگ است |  | تقدیر دو روز زندگانی مرگ است  |
| پایان حیات خود نبین در دل خاک |  | تسلیم ز عجز و ناتوانی مرگ است |

| در عشق هنوز مثل خشتی خامم  |  | یا مثل شراب تازه ای در جامم |
| در کارگهِ کوزه گری ناگه دوش |  | یک کوزه صدا کرد که من خیامم |

|  |  |  |
|  |  |  |

| ای كوه كه سر كشيده‌ای بر افلاك |  | وز خشم طبيعتت نمی‌باشد باك      |
| مغرور مشو كه در نهانخانه طبع  |  | جنس من و تو هر دو سرشتند ز خاك |

## وزن رباعی
در فرهنگ عامه وزن رباعی را هم وزنِ عبارت لا حَولَ و لا قُوَّةَ اِلاّ بِالله دانسته‌اند اما عروض‌دانان، برای رباعی یک یا دو وزن اصلی قائل‌اند. عروض‌دانان قدیم، وزن رباعی را در دو شجره ی اَخرب و اَخرم بحر هزج قرار داده‌اند که از آن ۲۴ وزن منشعب می‌شود. دکتر شمیسا، برای رباعی یک‌وزن برشمرده و معتقد است از آن یازده وزن فرعی به‌دست می‌آید. برابر عروض علمی، اساس وزن رباعی بر «مستفعل مستفعل مستفعل فع» نهاده شده‌است، که با توجیه دو قانون اختیارات وزنی شاعری، به ۱۲ وزن تبدیل می‌شود:
1. ابدال= که از مستفعل (– – ᴗ ᴗ)، مفعولن (– – –) حاصل می‌شود.
2. قلب= که از مستفعل (– – ᴗ ᴗ)، فاعلات (– ᴗ – ᴗ) به دست می‌آید.

مفعولن را می‌توان در هر سه رکن به کار برد. اما فاعلات فقط در رکن دوم می‌تواند به کار رود.
به این ترتیب در ۱۲ وزن می‌توان رباعی سرود؛ که چنین‌اند:
| #    | ارکان وزن علمی | ارکان وزن علمی | ارکان وزن علمی | ارکان وزن سنتی | ارکان وزن سنتی | ارکان وزن سنتی | ارکان وزن سنتی | بحر                             | کاربرد | کاربرد      |
| ردیف | یک             | دو             | سه‌وچهار        | یک             | دو             | سه             | چهار           | شجره و زحاف                     | ترتیب  | *           |
| ---- | -------------- | -------------- | -------------- | -------------- | -------------- | -------------- | -------------- | ------------------------------- | ------ | ----------- |
| ۱    | مستفعل         | مستفعل         | مستفعل فع      | مفعولُ          | مفاعیلُ         | مفاعیلُ         | فَعَل            | هزج مثمن اَخرب مکفوف مجبوب       | ۳      | وزن اصلی    |
| ۲    | مستفعل         | مستفعل         | مفعولن فع      | مفعولُ          | مفاعیلُ         | مفاعیلن        | فَع             | هزج مثمن اَخرب مکفوف ابتر        | ۴      | پرکاربرد    |
| ۳    | مستفعل         | فاعلات         | مستفعل فع      | مفعولُ          | مفاعلن         | مفاعیلُ         | فَعَل            | هزج مثمن اَخرب مقبوض مکفوف مجبوب | ۱      | گونه اصلی   |
| ۴    | مستفعل         | فاعلات         | مفعولن فع      | مفعولُ          | مفاعلن         | مفاعیلن        | فَع             | هزج مثمن اَخرب مقبوض ابتر        | ۲      | پرکاربرد    |
| ۵    | مستفعل         | مفعولن         | مستفعل فع      | مفعولُ          | مفاعیلن        | مفعولُ          | فَعَل            | هزج مثمن اَخرب مجبوب             | ۷      | کم کاربرد   |
| ۶    | مستفعل         | مفعولن         | مفعولن فع      | مفعولُ          | مفاعیلن        | مفعولن         | فَع             | هزج مثمن اَخرب مخنق ابتر         | ۱۰     | کم کاربرد   |
| ۷    | مفعولن         | مستفعل         | مستفعل فع      | مفعولن         | مفعولُ          | مفاعیلُ         | فَعَل            | هزج مثمن اَخرم اخرب مکفوف مجبوب  | ۸      | کم کاربرد   |
| ۸    | مفعولن         | مستفعل         | مفعولن فع      | مفعولن         | مفعولُ          | مفاعیلن        | فَع             | هزج مثمن اَخرم اخرب ابتر         | ۹      | کم کاربرد   |
| ۹    | مفعولن         | فاعلات         | مستفعل فع      | مفعولن         | فاعلن          | مفاعیلُ         | فَعَل            | هزج مثمن اَخرم اشتر مکفوف مجبوب  | ۵      | پرکاربرد    |
| ۱۰   | مفعولن         | فاعلات         | مفعولن فع      | مفعولن         | فاعلن          | مفاعیلن        | فَع             | هزج مثمن اَخرم اشتر ابتر         | ۶      | پرکاربرد    |
| ۱۱   | مفعولن         | مفعولن         | مستفعل فع      | مفعولن         | مفعولن         | مفعولُ          | فَعَل            | هزج مثمن اَخرم مخنق اخرب مجبوب   | ۱۱     | بدون کاربرد |
| ۱۲   | مفعولن         | مفعولن         | مفعولن فع      | مفعولن         | مفعولن         | مفعولن         | فَع             | هزج مثمن اَخرم مخنق ابتر         | ۱۲     | بدون کاربرد |

وزن علمی با خط عروضی و نمونه‌های شعری (به ترتیب جدول بالا):
1. مستفعل مستفعل مستفعل فع: (- – ل ل/_ _ ل ل/_ _ ل ل/_) … مثال: تقدیر که بر کشتنت آزرم نداشت (وزن اصلی)
2. مستفعل مستفعل مفعولن فع: (_ _ ل ل/ _ _ ل ل/ _ _ _ / _) … مثال: امروز تو را دسترس فردا نیست
3. مستفعل فاعلات مستفعل فع: (_ _ ل ل/ _ ل _ ل / _ _ ل ل / _) … مثال: هنگام سپیده دم خروس سحری (گونه اصلی)*[۲۲]
4. مستفعل فاعلات مفعولن فع: (_ _ ل ل/ _ ل _ ل/ _ _ _/ _) … مثال: راز از همه ناکسان نهان باید داشت
5. مستفعل مفعولن مستفعل فع: (_ _ ل ل/ _ _ _/ _ _ ل ل/ _) … مثال: خرسند همی بودم در دام تو من
6. مستفعل مفعولن مفعولن فع: (_ _ ل ل/_ _ _ / _ _ _ / _) … مثال: گفتم که سرانجامت معلومم نیست
7. مفعولن مستفعل مستفعل فع: (_ _ _ / _ _ ل ل/ _ _ ل ل/ _) … مثال: خاقانی را طعنه زنی چون دم تیغ
8. مفعولن مستفعل مفعولن فع: (_ _ _ / _ – ل ل/ _ _ _ / _) … مثال: تا بتوانی خدمت رندان می‌کن
9. مفعولن فاعلات مستفعل فع: (_ _ _ / _ ل _ ل/ _ _ ل ل/ _) … مثال: عمرت تا کی به خودپرستی گذرد
10. مفعولن فاعلات مفعولن فع: (_ _ _ / _ ل _ ل/ _ _ _ / _) … مثال: تا با من از دلت سخن می‌گویی
11. مفعولن مفعولن مستفعل فع: (_ _ _ / _ _ _ / _ _ ل ل / _) … مثال: با یارم می‌گفتم در خشم مرو
12. مفعولن مفعولن مفعولن فع: (_ _ _ / _ _ _/ _ _ _ / _) … مثال: گفتا دارم گفتم کو؟ گفت اینک

اما طبق عروض سنتی دوازده شکل دیگر نیز با افزودن یک حرف صامت به آخر هر یک از این انواع به دست می‌آید.
افراد دیگری همچون مسعود فرزاد طرح‌های دیگری برای وزن رباعی پیشنهاد داده‌اند.